# 23 décembre
Pour les articles homonymes, voir Vingt-Trois-Décembre.
23 novembre 23 janvier
Chronologies thématiques
- Croisades
- Ferroviaires
- Sports
- Disney
- Anarchisme
- Catholicisme

Abréviations / Voir aussi
- (° 1852) = né en 1852
- († 1885) = mort en 1885
- a.s. = calendrier julien
- n.s. = calendrier grégorien
- Calendrier
- Calendrier perpétuel
- Liste de calendriers
- Naissances du jour

Le 23 décembre est le 357e jour de l'année du calendrier grégorien, le 358e en cas d'année bissextile. Il reste huit jours avant la fin de l'année.
C'est une date possible mais rare pour le solstice, d'hiver ou d'été selon l'hémisphère terrestre nord ou sud, entre le 20 et ce 23 décembre.
C'était généralement le 3e jour du mois de nivôse dans le calendrier républicain / révolutionnaire français, officiellement dénommé jour du bitume.

## Événements

### VIesiècle
- 558 : en Gaule, Clotaire Ier devient roi des Francs (voir décès de son prédécesseur ci-après).

### XVesiècle
- 1482 : traité d'Arras, mettant un terme à la guerre de Succession de Bourgogne avec la France (1477-1482).

### XVIesiècle
- 1559 : exécution d'Anne du Bourg.
- 1588 : en France, assassinat du duc Henri Ier de Guise.
- 1595 : signature de l'Union de Brest, par laquelle une partie de l'Église orthodoxe des provinces ruthènes de la République polono-lituanienne (situées majoritairement dans la Biélorussie et l'Ukraine actuelles) font allégeance à Rome.

### XVIIesiècle
- 1688 : Guillaume III arrive des Provinces-Unies à Londres, pendant la Glorieuse Révolution.

### XVIIIesiècle
- 1783 : George Washington démissionne en tant que général[2].
- 1793 : bataille de Savenay.

### XIXesiècle
- 1847 : reddition d'Abd El-Kader, émir, résistant militaire et homme politique, écrivain, poète, philosophe.
- 1865 : la France, l'Italie, la Suisse et la Belgique fondent l'Union monétaire latine.
- 1876 : début de la Conférence de Constantinople.

### XXesiècle
- 1909 : Albert Ier devient roi des Belges.
- 1913 : création de la Réserve fédérale des États-Unis (the Federal Reserve).
- 1916, Première Guerre mondiale : victoire de Harry Chauvel, à la bataille de Magdhaba, sur le front du Moyen-Orient.
- 1952 : résolution no 98, du Conseil de sécurité des Nations unies (questions indo-pakistanaises).
- 1953 : 
  - élection de René Coty à la présidence de la (IVe) République française[3].
  - Exécution du dirigeant et ancien chef des services de sécurité soviétiques Lavrenti Beria avec six de ses "complices" (Vladimir Dekanozov, Vsevolod Merkoulov, Bogdan Koboulov, Sergo Goglidzé, Lev Vlodzimirsky, et Pavel Mechik).
  - La loi du 23 décembre 1985 venant amender celle de 1965 sur les régimes matrimoniaux reconnait le pouvoir conjoint des époux aussi bien en matière parentale[4] que financière, et accorde aux femmes le droit de gérer les biens communs du couple, à égalité avec le mari[5],.

### XXIesiècle
- 2004 : fin de la deuxième bataille de Falloujah.
- 2013 : en Russie, Nadejda Tolokonnikova et Maria Alekhina, membres du groupe musical Pussy Riot, sont libérées, en même temps que des milliers de détenus, dans le cadre d'une loi d’amnistie.
- 2014 : 2e tour de l'élection présidentielle grecque.
- 2024: nomination du gouvernement Bayrou.

## Arts, culture et religion
- 562 : consécration de la nouvelle basilique Sainte-Sophie de Constantinople.

## Sciences et techniques
- 1986 : le Rutan Voyager est le premier avion à boucler le tour du monde en avion sans escale, en 9 jours.
- 2020 : début d'une phase de "gibbosité montante" de la Lune, entre premier quartier du 22 et pleine Lune du 30 (hémisphère nord terrestre).
- 1947 : Le transistor bipolaire a été réalisé pour la première fois le 23 décembre par les américains John Bardeen, William Shockley et Walter Brattain, chercheurs des Laboratoires Bell. Ces chercheurs ont reçu pour cette invention le prix Nobel de physique en 1956

## Économie et société
- 1671 : dans sa lettre du jour, Madame de Sévigné parle de son rôle de mère à sa fille, et du ressenti des craintes, des inquiétudes, des prévoyances, des tendresses, qui mettent le cœur en presse [… et] le trouble que cela jette sur toute la vie.
- 1982 : création de la réserve naturelle nationale "François Le Bail", sur l'île bretonne de Groix.
- 2014 : Luka Rocco Magnotta, le « dépeceur de Montréal », est condamné à la réclusion criminelle à perpétuité.
- 2020 : en Éthiopie, au moins cent personnes sont massacrées avant l'aube dans la zone Metekel de l'État du Benishangul-Gumuz[6].
- 2022 : en France, une fusillade contre des militants kurdes fait trois morts à Paris[7].
- 2023 : Entre le 23 au soir et le 25 décembre, près de 200 villageois sont tués et 500 blessés[8]  dans une série d'au moins 17 attaques par des miliciens Haoussas et Peuls[9], dans l'État de Plateau au Nigeria[10].

## Naissances

### XVIesiècle
- 1573 : Giovanni Battista Crespi, peintre piémontais († 23 octobre 1632).

### XVIIesiècle
- 1689 : Joseph Bodin de Boismortier, compositeur français († 28 octobre 1755).

### XVIIIesiècle
- 1772 : Louis-Philippe Crépin, peintre français († 26 novembre 1851).
- 1777 : Alexandre Ier (Александр Павлович Романов), tsar de Russie de 1801 à 1825 († 1er décembre 1825).
- 1790 : Jean-François Champollion, égyptologue français († 4 mars 1832).
- 1797 : Adrien de Jussieu, botaniste français († 29 juin 1853).

### XIXesiècle
- 1804 : Charles-Augustin Sainte-Beuve, écrivain français († 13 octobre 1869).
- 1805 : Joseph Smith, chef religieux américain († 27 juin 1844).
- 1810 : Karl Richard Lepsius, égyptologue allemand († 10 juillet 1884).
- 1842 : « Frascuelo » (Salvador Sánchez Povedano dit), matador espagnol († 8 mars 1898).
- 1849 : Robert Kingsford, footballeur anglais († 14 octobre 1895).
- 1852 : Miguel Faílde, musicien cubain († 26 décembre 1921).
- 1862 : Henri Pirenne, historien belge († 25 octobre 1935).
- 1897 : Julien Carette, acteur français († 20 juillet 1966).
- 1900 : Marie Bell (Marie-Jeanne Bellon dite), comédienne française († 14 août 1985).

### XXesiècle
- 1901 : Felice Gremo, coureur cycliste italien († 6 février 1994).
- 1902 : Charan Singh (चौधरी चरण सिंह), homme politique indien, Premier ministre de l'Inde de 1979 à 1980 († 29 mai 1987).
- 1903 :
  - Bolesław Kominek, cardinal polonais, archevêque de Wrocław de 1972 à 1974 († 10 mars 1974).
  - Armand Blanchonnet, coureur cycliste français double champion olympique († 17 septembre 1968).
- 1904 : Benedetto Gola, footballeur et entraîneur italien († date inconnue).
- 1906 : Edasseri Govindan Nair (इटश्शेरि गोविन्दन नायर्), poète et dramaturge indien († 16 octobre 1974).
- 1907 : Manuel Lopes, auteur de fictions, de poésies et d’essais portugais († 25 janvier 2005).
- 1908 :
  - Yousuf Karsh, photographe canadien d’origine arménienne († 13 juillet 2002).
  - Carmelo Pérez (Armando Pedro Antonio Procopio Pérez Gutiérrez dit), matador mexicain († 28 octobre 1931).
- 1909 : Georges Lamousse, homme politique français († 1er août 1992).
- 1910 : 
  - María de las Mercedes de Bourbon-Siciles, comtesse de Barcelone, mère du roi Jean-Charles Ier d'Espagne († 2 janvier 2000).
  - Kurt Meyer, militaire allemand († 23 décembre 1961).
- 1911 :
  - Stanley Cosgrove, artiste peintre québécois († 28 avril 2002).
  - James Gregory, acteur et producteur américain († 16 septembre 2002).
  - Louis Puy, homme politique français († 3 mai 1965).
- 1912 : Pierre Skawinski, athlète français († 20 mars 2009).
- 1913 : Paul Lipson, acteur américain († 3 janvier 1996).
- 1914 : Alfred Dompert, athlète allemand († 11 août 1991).
- 1915 :  
  - Emmanuel Aznar, footballeur français († 4 octobre 1970).
  - Jean Brooks, actrice américaine († 25 novembre 1963).
  - Bertil Johnsson, athlète suédois († 2010).
- 1916 :
  - Woodrow Wilson Clarence « Woody » Dumart, hockeyeur professionnel canadien († 19 octobre 2001).
  - Dino Risi, cinéaste italien († 7 juin 2008).
- 1918 : 
  - Marcel Lemoine, résistant et homme politique français († 29 janvier 1998).
  - Helmut Schmidt, homme politique allemand, chancelier fédéral d'Allemagne de 1974 à 1982 († 10 novembre 2015).
- 1920 : Yves Benot, journaliste et militant anticolonialiste français († 3 janvier 2005).
- 1921 : Guy Beaulne, directeur de théâtre et réalisateur de télévision québécois († 1er octobre 2001).
- 1922 : Micheline Ostermeyer, pianiste et athlète française († 17 octobre 2001).
- 1924 : Ruth Roman, actrice américaine († 9 septembre 1999).
- 1925 :
  - Pierre Bérégovoy, ouvrier et cadre français, syndicaliste, homme politique, ministre puis Premier ministre († 1er mai 1993).
  - Albert Jacquard, généticien, militant, essayiste et chroniqueur radiophonique français († 11 septembre 2013).
  - Mohamed Mzali (محمد مزالي), homme politique tunisien, Premier ministre de la Tunisie de 1980 à 1986 († 23 juin 2010).
- 1926 :
  - Raymond Daveluy, organiste, pédagogue et compositeur québécois († 1er septembre 2016).
  - José Iglesias Joseito, footballeur puis entraîneur espagnol († 12 juillet 2007).
  - Jorge Arturo Medina Estévez, prélat chilien († 3 octobre 2021).
- 1928 : Joaquín Capilla, plongeur mexicain champion olympique († 8 mai 2010).
- 1929 : 
  - Chesney Henry « Chet » Baker, Jr., musicien américain († 13 mai 1988).
  - Antonina Seredina, kayakiste soviétique double championne olympique († 2 septembre 2016).
- 1933 :
  - Akihito (明仁), ancien empereur du Japon.
  - Marcelin Pleynet, écrivain français.
- 1935 : 
  - Paul Hornung, joueur américain de football américain († 13 novembre 2020).
  - Esther Phillips (Esther Mae Jones dite), chanteuse américaine († 7 août 1984).
- 1936 : 
  - Frederic Forrest, acteur américain.
  - James Stacy, acteur américain († 9 septembre 2016).
- 1937 : Karol Joseph Bobko, astronaute américain.
- 1938 :
  - Noël Audet, poète et romancier québécois († 29 décembre 2005).
  - Robert Elliott Kahn, ingénieur et informaticien américain co-inventeur du protocole de communication Internet TCP/IP.
- 1940 :
  - Jorma Kaukonen, guitariste américain du groupe Jefferson Airplane.
  - Robert Labine, homme politique québécois († 4 février 2021).
- 1941 :
  - Jean Gachassin, joueur de rugby français.
  - James Timothy « Tim » Hardin, musicien et compositeur américain († 29 décembre 1980).
  - Serge Reding, haltérophile belge († 28 juin 1975).
  - Lucien Szpiro, mathématicien français († 18 avril 2020).
- 1942 : Daniel Hamelin, animateur de radio français († 18 juillet 2001).
- 1943 : 
  - Elizabeth Hartman, actrice américaine († 10 juin 1987).
  - Silvia Sommerlath de Suède (Silvia Renate av Sverige en suédois), reine de Suède consort (et fête au pays ci-après).
- 1944 : Elikia M'Bokolo, historien congolais.
- 1946 :
  - Jean-Louis Fousseret, homme politique français, maire de Besançon, de 2001 à 2020.
  - Helen Gourlay, joueuse de tennis australienne.
- 1947 :
  - Henri Duvillard, skieur français.
  - William Henry « Bill » Rodgers, athlète de fond américain.
- 1948 : 
  - Mehdi Attar-Ashrafi, haltérophile iranien († 9 janvier 2021).
  - Jack Ham, joueur américain de football américain.
  - Rick Wohlhuter, athlète américain spécialiste du demi-fond.
- 1951 : Anthony Phillips, musicien anglais.
- 1952 : Jean-Luc Lahaye (Jean-Luc Lahaeye dit), chanteur français.
- 1956 :
  - Michele Alboreto, pilote automobile italien († 25 avril 2001).
  - David Michael « Dave » Murray, musicien britannique, guitariste du groupe Iron Maiden.
- 1957 : Dan Bigras, auteur-compositeur, interprète et musicien québécois.
- 1958 : Jean-Pierre Siutat, président de la FFBB.
- 1960 : Guðmundur Guðmundsson, handballeur puis entraîneur islandais.
- 1963 : Laurent Deshusses, acteur suisse francophone.
- 1964 : 
  - Eddie Vedder (Edward Louis Severson III dit), musicien américain, chanteur et guitariste du groupe Pearl Jam.
  - Norman Bellingham, kayakiste américain champion olympique.
  - Andrew Cooper, rameur d'aviron australien champion olympique.
- 1965 : 
  - Andreas Kappes, cycliste sur route et pistard allemand.
  - Daina Gudzinevičiūtė, tireuse sportive lituanienne, championne olympique.
- 1966 : « El Fundi » (José Pedro Prados Martín dit), matador espagnol.
- 1967 :
  - Carla Bruni, mannequin et chanteuse italo-française, épouse du président français Nicolas Sarkozy depuis son quinquennat.
  - Otis Grant, boxeur jamaïcain.
  - Stefan Saliger, joueur de hockey sur gazon allemand champion olympique.
- 1968 :
  - Sidney Gavignet, navigateur franco-dauphinois.
  - Yarol Poupaud (Stanislas dit), musicien-producteur français, guitariste multi-instrumentiste.
  - Stève Ravussin, navigateur suisse.
  - Manuel Rivera-Ortiz, photographe américain.
  - Olga Shishigina, athlète kazakhe championne olympique du 100 m haies.
- 1970 : Catriona Le May Doan, patineuse de vitesse canadienne.
- 1971 : Corey Haim, acteur et producteur canadien († 10 mars 2010).
- 1972 : Yūko Emoto, judoka japonaise championne olympique.
- 1973 :
  - Gala León García, joueuse de tennis espagnole.
  - Jérôme Guézénec, pongiste handisport français.
- 1975 : 
  - Billy Thomas, basketteur américain.
  - Robert Bartko, coureur cycliste allemand double champion olympique.
- 1976 : Torsten Jansen, handballeur allemand.
- 1977 : Jari Mäenpää, musicien finlandais, chanteur et guitariste du groupe Wintersun.
- 1978 :
  - Víctor Martínez, joueur de baseball professionnel vénézuélien.
  - Estella Warren, mannequin et actrice canadienne.
- 1979 :
  - Johan Franzen, hockeyeur professionnel suédois.
  - Scott Gomez, hockeyeur professionnel américain.
- 1980 :
  - Joaquim Gomes, basketteur angolais.
  - Jelena Škerović, basketteuse monténégrine.
- 1981 : Yuriorkis Gamboa, boxeur cubain, champion olympique.
- 1982 : 
  - Beatriz Luengo, actrice et chanteuse espagnole.
  - Zbynek Michalek, hockeyeur tchèque.
- 1983 :
  - Lisa Dobriskey, athlète de demi-fond britannique.
  - Blake Schilb, basketteur américain.
- 1986 : Timothy Oshie, hockeyeur américain.
- 1987 :
  - Andreas Engqvist, hockeyeur professionnel suédois.
  - Ben Hansbrough, basketteur américain.
  - Jori Lehterä, hockeyeur finlandais.
  - Kevin Razy, comédien et humoriste français.
- 1988 :
  - Erika Jones, archère américaine.
  - Yuka Kashino (樫野有香), chanteuse japonaise du groupe Perfume.
- 1992 : Fabian Halbig, musicien allemand, batteur et trompettiste du groupe Killerpilze.
- 1997 : Luka Jović, footballeur international serbe.

### XXIesiècle
- 2002 : Finn Wolfhard, acteur, musicien et réalisateur canadien.

## Décès

### Vesiècle
- 484 : Hunéric, roi des Vandales et des Alains d'Afrique, de 477 à 484 (° avant 430).

### VIesiècle
- 558 : Childebert Ier, roi des Francs de Paris, de 511 à 558 (° vers 497).

### VIIesiècle
- 679 : Dagobert II, roi d'Austrasie, de 676 à 679 (° vers 652).

### XVIesiècle
- 1559 : Anne du Bourg, magistrat français, pendu puis brûlé à Paris (° 1521).
- 1588 : Henri Ier, duc de Guise (° 31 décembre 1550).

### XVIIIesiècle
- 1747 : Étienne-François Avisse, dramaturge français (° 4 août 1694).
- 1749 : Mark Catesby, naturaliste britannique (° 3 avril 1683).
- 1771 : Marguerite d'Youville, religieuse canadienne, fondatrice de la communauté des Sœurs de la Charité de Montréal (° 15 octobre 1701).
- 1783 : Johann Adolph Hasse, compositeur allemand (° 25 mars 1699).
- 1793 : Jacques-Alexis de Verteuil, militaire français et officier royaliste de la guerre de Vendée (° 22 mars 1726).

### XIXesiècle
- 1805 : Pehr Osbeck, naturaliste suédois (° 9 mai 1723).
- 1882 : Ferdinand-François-Auguste Donnet, prélat français, archevêque de Bordeaux de 1837 à 1882 (° 16 novembre 1795).
- 1883 : Yvon Villarceau, ingénieur, astronome et mathématicien français (° 16 janvier 1813).
- 1886 :
  - Arthur Edward Knox, ornithologue amateur britannique (° 28 décembre 1808).
  - Richard de Lédignan, militaire et homme politique français (° 14 août 1839).

### XXesiècle
- 1901 : Charles d'Abbadie d'Arrast, homme politique français (° 15 décembre 1821).
- 1907 : Jules Janssen, astronome français (° 22 février 1824).
- 1913 : Jules Claretie (Arsène Arnaud Clarétie dit), homme de lettres et académicien français (° 3 décembre 1840).
- 1915 : Arthur Hughes, peintre et illustrateur anglais (° 27 janvier 1831).
- 1936 : Karl Navrátil, compositeur tchèque (° 24 avril 1867).
- 1939 : Anthony Fokker, constructeur aéronautique néerlandais (° 6 avril 1890).
- 1948 : Hideki Tojo (東條 英機), général et homme politique japonais, Premier ministre de 1941 à 1944 (° 30 décembre 1884).
- 1952 : Bruno Leuzinger, joueur de hockey sur glace suisse (° 6 janvier 1886).
- 1953 : 
  - Lavrenti Beria, idéologue et criminel d'État soviétique (° 29 mars 1899), exécuté avec six complices ou exécutants :
  - Vladimir Dekanozov,
  - Sergo Goglidzé,
  - Bogdan Koboulov,
  - Pavel Mechik
  - Vsevolod Merkoulov, et
  - Lev Vlodzimirsky.
- 1954 : 
  - Lucien Borne, homme politique et d'affaires québécois, maire de Québec de 1938 à 1953 (° 20 août 1884).
  - René Iché, sculpteur français (° 21 janvier 1897).
- 1959 : Edward Frederick Lindley Wood, homme politique britannique (° 16 avril 1881).
- 1961 : Kurt Meyer, militaire allemand (° 23 décembre 1910).
- 1967 : Marie Noël (Marie Rouget dite), poétesse française (° 16 février 1883).
- 1969 : Léon Barsacq, décorateur français (° 18 octobre 1906).
- 1972 : Andreï Tupolev (Андрей Николаевич Туполев), constructeur aéronautique soviétique (° 29 octobre ou 10 novembre 1888).
- 1973 : Gerard Kuiper, astronome néerlandais (° 7 décembre 1905).
- 1979 : Marguerite « Peggy » Guggenheim, mécène américaine, collectionneuse d'art moderne et galeriste (° 26 août 1898).
- 1982 : John Randolph « Jack » Webb, acteur, metteur en scène et producteur américain (° 2 avril 1920).
- 1990 : 
  - Pierre Chenal (Philippe Cohen dit), réalisateur français (° 5 décembre 1904).
  - Pierre Gripari, écrivain français (° 7 janvier 1925).
- 1992 : Edward Earl « Eddie » Hazel, musicien américain, guitariste du groupe Funkadelic (° 10 avril 1950).
- 1996 : Rina Ketty (Cesarina Picchetto dite), chanteuse française (° 1er mars 1911).
- 1998 :
  - Pierre Vallières, journaliste et écrivain canadien (° 22 février 1938).
  - Anatoly Rybakov (Анатолий Наумович Рыбаков), écrivain russe (° 14 janvier 1911).
  - David Manners, acteur canadien (° 30 avril 1901).
- 1999 :
  - Wallace Distelmeyer, patineur artistique canadien (° 14 juillet 1926).
  - Marcel Landowski, compositeur français, secrétaire perpétuel de l'Académie des beaux-arts (° 18 février 1915).
- 2000 :
  - Billy Barty, acteur américain (° 25 octobre 1924).
  - Victor Borge, musicien américano-danois (° 3 janvier 1909).
  - Noor Jehan, chanteuse et actrice indienne (° 21 septembre 1926).
  - Louis Leprince-Ringuet, physicien, historien des sciences et académicien français (° 27 mars 1901).

### XXIesiècle
- 2001 : 
  - Bola Ige, avocat et homme politique nigérian (° 13 septembre 1930).
  - Dimitri Obolensky, historien anglo-russe (° 1er avril 1918).
- 2004 : 
  - John W. Duarte, guitariste, compositeur, professeur, chimiste et écrivain britannique (° 2 octobre 1919).
  - Pamulaparthi Venkata Narasimha Rao (पामुलापति वेंकट नरसिंह राव), homme politique Premier ministre de l'Inde (° 28 juin 1921).
- 2005 : Khalida Safarova, peintre azerbaïdjanaise (° 25 août 1926).
- 2006 : Robert Fabre, homme politique français (° 21 décembre 1915).
- 2007 : 
  - Abderrahim Benabdejlil, avocat et homme politique marocain (° ? 1932).
  - Aloísio Lorscheider, prélat brésilien, archevêque de Fortaleza de 1973 à 1995 et d'Aparecida de 1995 à 2004 (° 8 octobre 1924).
  - Oscar Peterson, pianiste et compositeur de jazz canadien (° 15 août 1925).
  - Frank Swaelen, homme d'État belge (° 23 mars 1930),
- 2009 : Vinicio Diamanti (it), acteur transgenre italien (Mercedes, dans La Cage aux folles de cinéma, ° 24 février 1926).
- 2013 : 
  - Vito Rizzuto, présumé chef de la mafia montréalaise (° 21 février 1946).
  - Yusef Lateef (William Emanuel Huddleston dit), musicien de jazz américain (° 9 octobre 1920).
  - Mikhaïl Kalachnikov (Михаил Тимофеевич Калашников), militaire soviétique (° 10 novembre 1919).
- 2015 :
  - Hocine Ait Ahmed, dernier survivant des neuf chefs de la révolution algérienne, opposant, président du FFS (° 20 août 1926).
  - Jean-Marie Pelt, botaniste, pharmacien et professeur français, chroniqueur écolo-radiophonique (° 24 octobre 1933).
- 2019 : Ahmed Gaïd Salah, général algérien, chef d'État intérimaire post-Boutéflika contesté par le Hirak de 2019 (° 13 janvier 1940).
- 2020 : Rika Zaraï (Rika Gozman dite (...), "ריקה זראי" en hébreu), chanteuse franco-israélienne (° 19 février 1938).

## Célébrations

### Nationales
- Égypte : fête de la victoire[11].

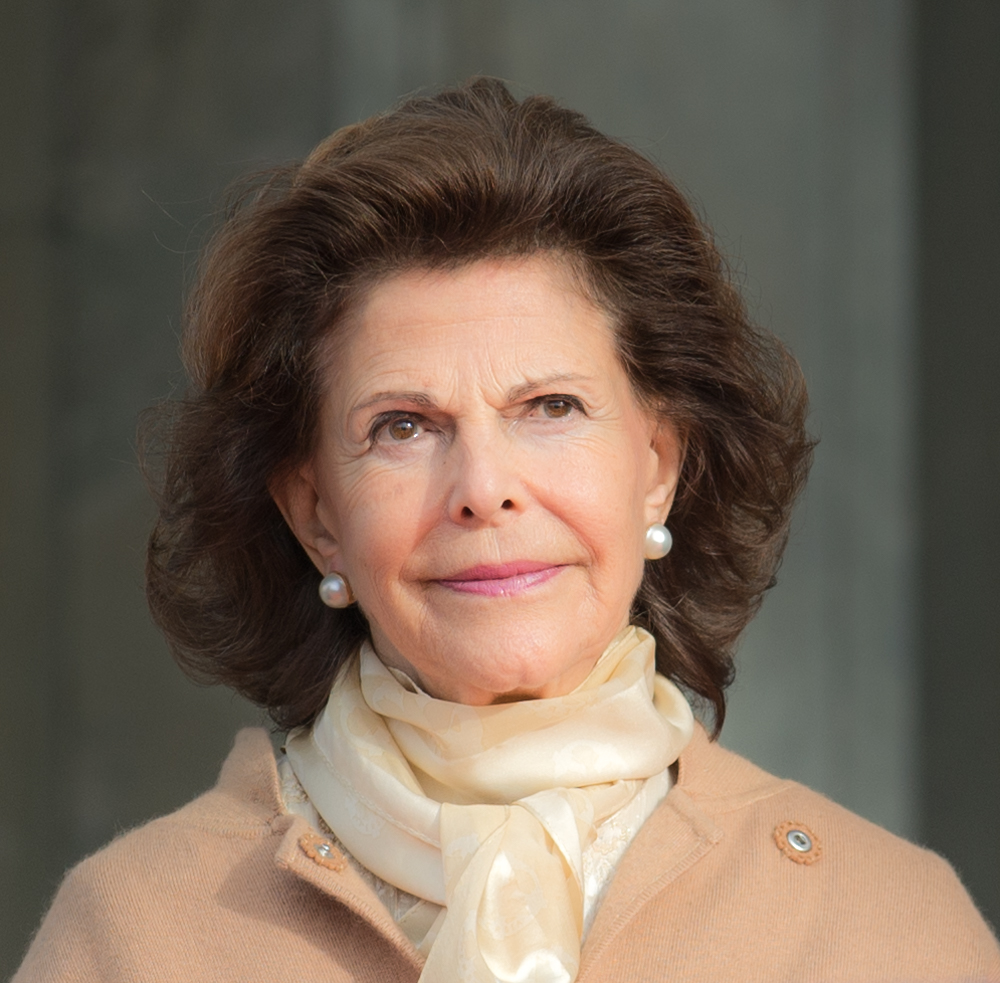
La reine Silvia de Suède

- République du Frioul : fête locale fantaisiste au « proche large » méditerranéen sur la commune de Marseille, en Provence (France).
- Japon : (ancien ?) Tennô Tanjôbi ou anniversaire de l'ex-empereur ("honoraire / émérite" ?) Akihito comme ci-avant et (ex-?)fête nationale du Japon afférente[12].
- Oaxaca de Juárez (Mexique) : nuit des radis ou noche de los rábanos[13].
- Soudan et Sud-Soudan : journée de l'enfance.
- Suède : anniversaire de la reine consort Silvia ci-contre, l'une des journées officielles du drapeau (sv)[14].
- Terre-Neuve-et-Labrador (Canada) : fête de Tibb's Eve (en), célébration inventée dans les années 1950 pour contourner l'interdiction de boire et de faire la fête pendant la période de l'Avent (à rapprocher par exemple des fêtes de mi-Carême, mardi-gras et carnaval voire rupture du jeûne les soirs de ramadans).

### Religieuses
- Fêtes religieuses romaines des saturnales en l'honneur du dieu Saturne (7e et dernier jour).

### Saints des Églises chrétiennes

#### Saints des Églises catholiques et orthodoxes
Saints des Églises catholiques et orthodoxes :
- Abashade (IIIe siècle), vénéré dans l'Église copte comme abbé et martyr en Éthiopie - fêté le 21 décembre en Occident.
- Asclèpe de Limoges (VIIe siècle), évêque - fêté le 2 janvier en Orient.
- Dagobert II († 679), roi d'Austrasie, martyr à Écurey (Meuse), sur ordre du maire du palais Ébroïn ; un des saints de la maison de France.
- David de Dwin († 694) — ou « David d'Arménie » —, musulman converti, martyr crucifié ; fêté le 24 janvier en Occident (voir aussi les 29 décembre).
- Évariste avec Théodule, Saturnin, Europe, Gélase, Eunicien, Zotique, Pompios, Agathopos et Basilide († vers 250), martyrs.
- Fridebert (en) († 766) — « Fredebert », ou « Frithbert », « Frithubeorht » —, moine anglo-saxon, disciple d'Acca de Hexham, auquel il succéda comme évêque de Hexham.
- Gaubald de Ratisbonne († 761) évêque.
- Mazote (VIIe siècle), vierge irlandaise fondatrice d'un monastère en Écosse.
- Nahum d'Ochrid (IXe siècle), évangélisateur de la Moravie et de la Bulgarie.
- Paul de Néocésarée (IVe siècle), évêque.
- Sabinien de Condat († v. 480), moine.
- Servule (en) († 570), infirme et mendiant.
- Thorlak Thorhallson († 1193), évêque.
- Victoire de Rome († 253), martyre.
- Vintila de Pugino († 890), reclus.

#### Saints et bienheureux des Églises catholiques
Saints et bienheureux des Églises catholiques :
- Antoine de Sainte-Anne († 1822), Franciscain brésilien fondateur de congrégation religieuse.
- Armand († 1164) — ou « Hartmann » —, originaire de Bavière, évêque de Brixen (Bressanone en italien), près de Bolzano.
- Hélène Guerra († 1914), bienheureuse, fondatrice des Oblates du Saint-Esprit, appelées aussi « les bonnes à tout faire du Saint-Esprit ».
- Herman de Cologne († 1200), bienheureux abbé du couvent de Schedda.
- Jean Cirita (ca) († 1164), bienheureux bénédictin espagnol.
- Jean de Kenty († 1473), prêtre polonais.
- Louise-Marie de France († 1787), vénérable, dernière fille de Louis XV.
- Marguerite-Marie d'Youville († 1771), veuve canadienne devenue religieuse et fondatrice de congrégation.
- Nicolás Factor († 1583), bienheureux franciscain observant espagnol - mystique.
- Pablo Melendez Gonzalo († 1936), bienheureux laïc martyr espagnol.
- Yves de Chartres († 1116), évêque.

#### Saints des Églises orthodoxes
- Théoctiste de Novgorod († 1310), moine.

### Prénoms du jour
- Armand et ses variantes masculines : Armandino, Armand-Jean, Armando ou Diego-Armando (Herman(n) et Firmin(e) fêté(e)s à part vers l'automne) ; et féminines : Armanda, Armande, Armandina et Armandine (voire Amandine, Amande, Amarande).

Et aussi :
- Évariste et ses variantes : masculine Evaristo et féminine Evarista, Évaristine/-a.
- Gwenvael et ses dérivés : Ganael, Guinal, Gwanaël, Gwenaël, Gwenael(le), Gwenaël(le/a), Guénae/ël(le/a), Gwenva, Gwinal, Vendal, etc. (voir aussi 3 novembre et autre(s)).
- Thorlak.

## Traditions et superstitions

### Dicton
- « À la Saint-Évariste, jour de pluie, jour triste. »

### Astrologie
- Signe du zodiaque : 2e jour du Capricorne.

## Toponymie
- Les noms de plusieurs voies, places, sites ou édifices, de pays ou régions francophones contiennent cette date sous diverses graphies : voir Vingt-Trois-Décembre .